# 郑氏庄园
郑氏庄园，位于山东省济宁市兖州市颜店镇洪福寺村、郑郗村，是中华人民共和国山东省文物保护单位之一。
2006年12月7日，授予山东省文物保护单位，是一座古建筑。